# Lagărul de prizonieri de război de la Șipote
Lagărul de prizonieri de război de la Șipote a fost un lagăr situat în Șipote, Iași cu scopul inițial de cazare al refugiaților și dezertorilor armatelor Antantei și Puterilor Centrale ajunși în România în timpul Primului Război Mondial.

## Context
Înainte de război, la Șipote exista o tabără militară românească, cu acces de pe un drum neadecvat, care pornea din șoseaua Iași–Ștefănești. De asemenea, exista la nord-est de Șipote, la o distanță de trei-patru km gara Rediu, aflată pe linia de cale ferată Iași–Dângeni–Dorohoi, la trei kilometri de tabără se aflau păduri, de unde se făcea aprovizionarea cu lemne. În anul 1915 s-a estimat că în clădirile pentru ofițeri ar fi putut fi cazați între 150 și 200 de oameni. Nu existau locuințe permanente pentru forțele armate, iar apa nu era suficientă. Iluminarea taberei nu putea fi făcută modern, deoarece nu era electrificată și lămpile cu gaz lipseau. Exista o legătură între amplasament și gara Rediu asigurată printr-o linie telefonică.

## Lagărul
Lagărul se situa la 50 de km distanță de Iași, în zona Șipote, caracterizată de un relief deluros, noroios, lipsit de piatră și expus vânturilor. Inițial lagărul avea scopul cazării refugiaților și dezertorilor armatelor Antantei și Puterilor Centrale ajunși pe teritoriul țării. La 1 august 1916 situația era următoarea:
- Armata Rusă – patru caporali și 378 de soldați dezertori, precum și 321 de soldați refugiați, în total 703 militari;
- Armata Bulgară – trei caporali și 164 de soldați dezertori, plus patru soldați refugiați;
- Armata Turcă – cinci soldați dezertori;
- Armata Germană – doi soldați refugiați;
- Armata Sârbă – un soldat refugiat.

Marele Cartier General Român a dat ordin, la 24 august s.v./6 septembrie 1916 s.n., ca lagărul de la Șipote să fie organizat pentru primirea a 20.000 de prizonieri. Comisia Prizonierilor de Război aprecia că erau necesare unele lucrările de construcție și amenajare, întrucât prizonierii nu aveau să mai poată fi adăpostiți cu mijloace improvizate în vremea următoare, astfel că din rândurile prizonierilor au fost constituite echipe de zidari, lemnari și tăietori de lemne, care au început să lucreze pentru ridicarea barăcilor. Barăcile aveau 45-50 de metri lungime și 5-6 metri lățime, fiind ridicate din scânduri dispuse pe două rânduri, la o distanță de 15 cm între ele, în interior aflându-se un strat de pământ. Acoperișurile realizate tot din scânduri aveau deasupra acestora un strat subțire din pământ, prin care precipitațiile treceau cu ușurință. La intrarea în fiecare baracă se aflau sobe de cărămidă, ineficiente în a încălzi interioarele. Fiecare baracă putea adăposti între 350 și 400 de persoane (sau 150-200, după alte surse), care dormeau în paturi comune sau individuale. Potrivit unei relatări, în fiecare baracă aveau să fie înghesuiți ulterior câte 800 de prizonieri. Aceste barăci erau însă insalubre, întunecoase, fără posibilități de aerisire, în special la nivelul subteran. Latrinele erau cele de campanie, împrejmuite și acoperite, dar insuficiente ca număr.
Se mai aflau și grajduri de vite, cu dimensiuni de peste 150 m lungime și 12 m lățime, acoperite cu stuf de 0,50 m, fără ferestre, fiind sumar amenajate și folosite pentru cazarea prizonierilor și a unor internați. Unii prizonieri și-au construit bordeie individuale, de 2,2 m/1,50 m, cu acoperișuri din paie peste care se pusese pământ, unde dormeau direct pe pământ.
Lagărul avea o incintă mare, marcată de gheretele de pază, aflate la o distanță de 200 de metri între ele. În perioada de început a funcționării lagărului, a existat o parte administrativă, unde existau clădirile în care stăteau ofițerii, soldații români din gardă, infirmeria, farmacia, atelierele de reparații, magaziile și manutanța. O altă parte, de circa 8-10 hectare, era împrejmuită și avea 12 barăci, fiecare cu câte două niveluri, unul subteran, iar altul deasupra solului.
Comisia Prizonierilor de Război a dispus, la 1/13 septembrie 1916, ca prizonierii de origine etnică română din lagăr să fie transferați în lagărul de la Tecuci, în locul lor urmând a fi aduși prizonieri bulgari. În toamna anului 1916 au ajuns și funcționari vamali maghiari, capturați de trupele române din locurile în care se aflau. De asemenea, tot atunci au fost aduși și etnici români din Ardeal, care nu făceau parte din trupele combatante austro-ungare, ci erau în convalescență. Cu toate acestea, unitățile românești aflate în ofensivă i-au considerat drept prizonieri de război.
În timpul iernii 1916/1917 și în primăvara anului 1917 barăcile care fuseseră folosite, mai ales ca infirmerii, au fost distruse, pentru a evita orice posibilă contaminare cu tifos exantematic. Doar șase barăci ferite de vreun pericol fuseseră păstrate, dezinfectate și reparate. În toamna anului 1917 au fost păstrate ca rezervă.
În vara anului 1917 au fost construite barăci noi, cu pereți dubli din scânduri umpluți cu pământ și ferestre în partea înclinată a acoperișului, cu o capacitate de 150 de prizonieri fiecare, fiind considerate mai bune decât cele anterioare. În fiecare baracă existau câte trei sobe făcute din cărămidă refractară. La extremități se aflau două camere, una pentru șeful barăcii, cealaltă ce servea drept atelier pentru repararea hainelor și încălțămintei. Barăcile aspiranților/cadeților erau puțin mai mari decât cele ale soldaților. Latrinele, cu gropi adânci, se găseau la distanță de barăci, asemănătoare celor de campanie. Au fost dezinfectate cu var în toamna anului 1917 și începutul anului 1918.
Potrivit unei descrieri de la începutul lunii februarie 1918, în lagăr erau două incinte separate, îngrădite cu palisade de lemn. În una dintre ele se aflau barăcile aspiranților și cadeților prizonieri, iar în cealaltă erau două barăci neocupate, dar pregătite pentru cazarea ofițerilor. Cancelaria și infirmeria se găseau la intrarea în lagăr, după care urmau barăcile, identice cu cele ale prizonierilor, ale militarilor români din gardă. Cei aproximativ 30 de ofițeri români din administrația și paza lagărului aveau condiții mai confortabile.
În toamna anului 1917, prizonierii dormeau direct pe scânduri, în puține cazuri acestea fiind acoperite cu rogojini sau cu bucăți de cearșafuri. Paiele fuseseră eliminate din cauza paraziților. Hainele și încălțămintea au reprezentat mereu o problemă, primele fiind în cele din urmă obținute cu ajutorul Crucii Roșii suedeze și a reprezentanților legației elvețiene iar ultimele prin trimiterea a unui mare număr de opinci.
O altă problemă a reprezentat apa, aceasta fiind luată din fântâni aflate la 1,5 km distanță de lagăr, apoi transportată în butoaie cărate pe umeri de prizonieri, fiind insuficientă, rezervată doar pentru bucătărie. Din această cauză igiena personală era precară. În cele din urmă s-a reușit realizarea unui sistem de aducțiune a apei în lagăr, reținută într-un turn cu rezervor și pompă și redistribuită în fântânile aflate în apropierea fiecărei barăci.
Instalațiile de deparazitare, dușurile și spălătoria se aflau la circa un kilometru și jumătate de centrul lagărului, într-o vâlcea. Cimitirul lagărului se găsea în partea de nord, în februarie 1918 acesta fiind un loc „foarte curat, unde sunt aliniate numeroase cruci de lemn”.
În lagăr au fost aduși prizonieri germani care au luptat pe fronturile de la Mărăști-Mărășești-Oituz, o parte din ei murind din cauza rănilor de pe front și tifosului exantematic. În memoria lor a fost ridicat în satul Rediu un monument cu o criptă cu oseminte în anul 1932, în cimitirul german.

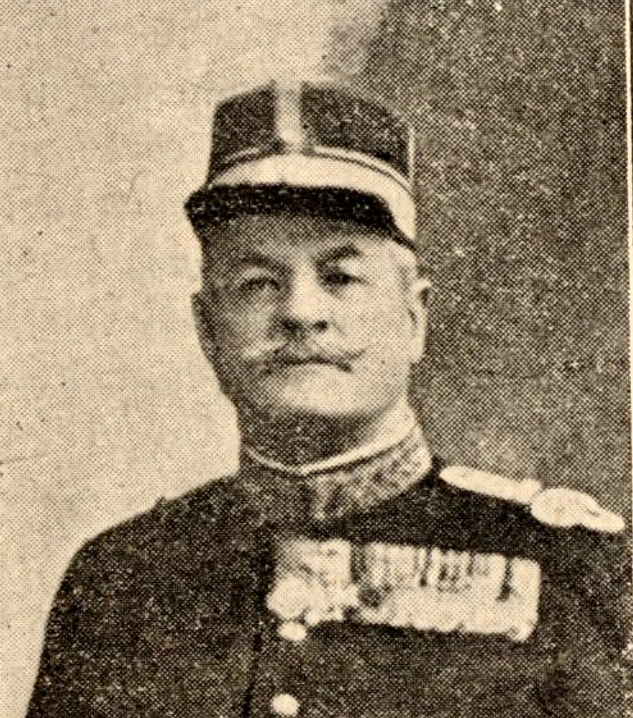
Generalul Grigore Simionescu, ofițer comandant al lagărului în perioada 20 februarie-10 iulie 1917